# Škoda 25Tr
Škoda 25Tr je dvoučlánkový nízkopodlažní trolejbus odvozený ze standardního typu Škoda 24Tr. V letech 2004 až 2014 byl vyráběn českou firmou Škoda Electric s použitím karoserie od firmy Irisbus.

## Konstrukce

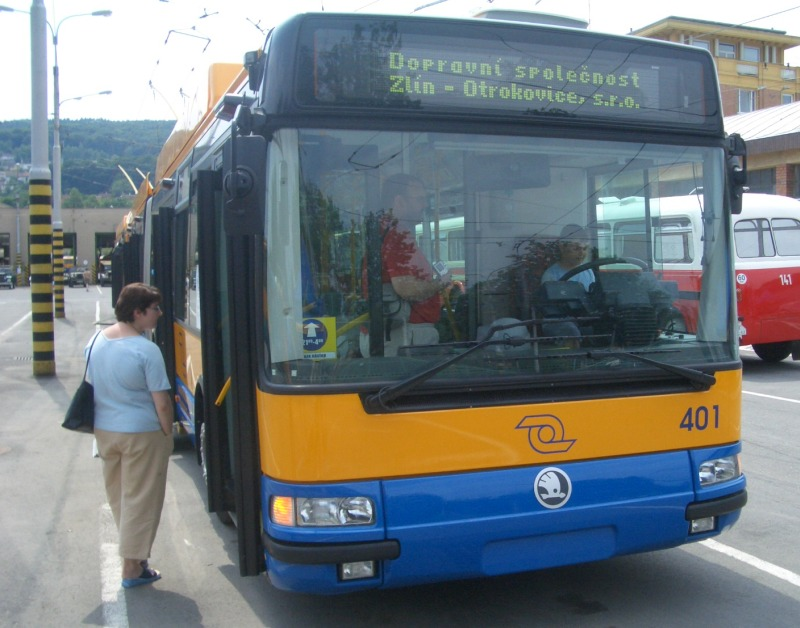
Prototyp trolejbusu Škoda 25Tr ve zlínských barvách v areálu DSZO

Trolejbusy 25Tr (stejně jako standardní verze 24Tr) využívají upravených autobusových karoserií vozů Citybus 18M a Citelis 18M. Vůz 25Tr je třínápravový trolejbus se samonosnou karoserií. Interiér vozu je nízkopodlažní, pouze sedačky jsou umístěny na vyvýšených stupních. Trolejbus má rovněž možnost tzv. kneelingu (schopnost vypustit vzduch z pravé strany vypružení), díky němuž lze nástupní výšku do vozidla ještě snížit. V pravé bočnici se nacházejí čtvery dvoukřídlé dveře, které mají zabudováno poptávkové otevírání.
Elektrická výzbroj na bázi IGBT tranzistorů je co možno nejvíce unifikovaná se standardní verzí 24Tr. Na rozdíl od svého předchůdce 22Tr, je vůz 25Tr pouze jednomotorový se zadní hnací nápravou. Na přání zákazníka lze rovněž do vozu zabudovat pomocný naftový agregát nebo trakční akumulátorovou NiCd baterii, což umožňuje jízdu trolejbusu mimo trolejové vedení.
První vyrobený vůz 25Tr má karoserii z autobusu Citybus (prototypový zlínský vůz ev. č. 401), vozy vyráběné od konce roku 2005 využívají skříň autobusu Citelis. Do konce roku 2007 byly přitom využívány karoserie s označením Citelis 1A, od té doby jsou používány upravené skříně Citelis 1B. Oproti typu 1A s přední tuhou nápravou disponují přední výkyvnou polonápravou, což umožnilo rozšířit uličku mezi prvními a druhými dveřmi, dalším rozdílem je nízkopodlažnost i zadního článku (snížená podlaha bez schodů), odlišné kloubové spojení a další úpravy. Vozy s touto karoserií, někdy označované jako 25TrBT, také mají upravenou elektrickou výzbroj a odlišnou zástavbu střechy s plastovými kryty. Vozy s pomocným dieselovým agregátem mají zabudovaný motor splňující normu EURO 4. První vyrobeným vozem Citelis 1B (včetně dieselagregátu) se stal zlínský trolejbus evidenčního čísla 407.

## Prototyp
Prototyp trolejbusu 25Tr, jediný vůz 25Tr s karoserií Citybus, byl odborné veřejnosti představen 15. července 2004. V následujících měsících byl prezentován a zkoušen (i v provozu s cestujícími) v Plzni, Ústí nad Labem, Českých Budějovicích, Brně a ve Zlíně, kde rovněž svoji okružní jízdu po Česku skončil. Obdržel zde evidenční číslo 401 a byl zařazen do pravidelného provozu. Už jako zlínský vůz 401 byl poprvé nasazen do provozu 1. května 2005. V listopadu 2019 byl pro špatný stav odstaven, v červnu 2020 vyřazen a v lednu 2021 sešrotován.

## Dodávky trolejbusů

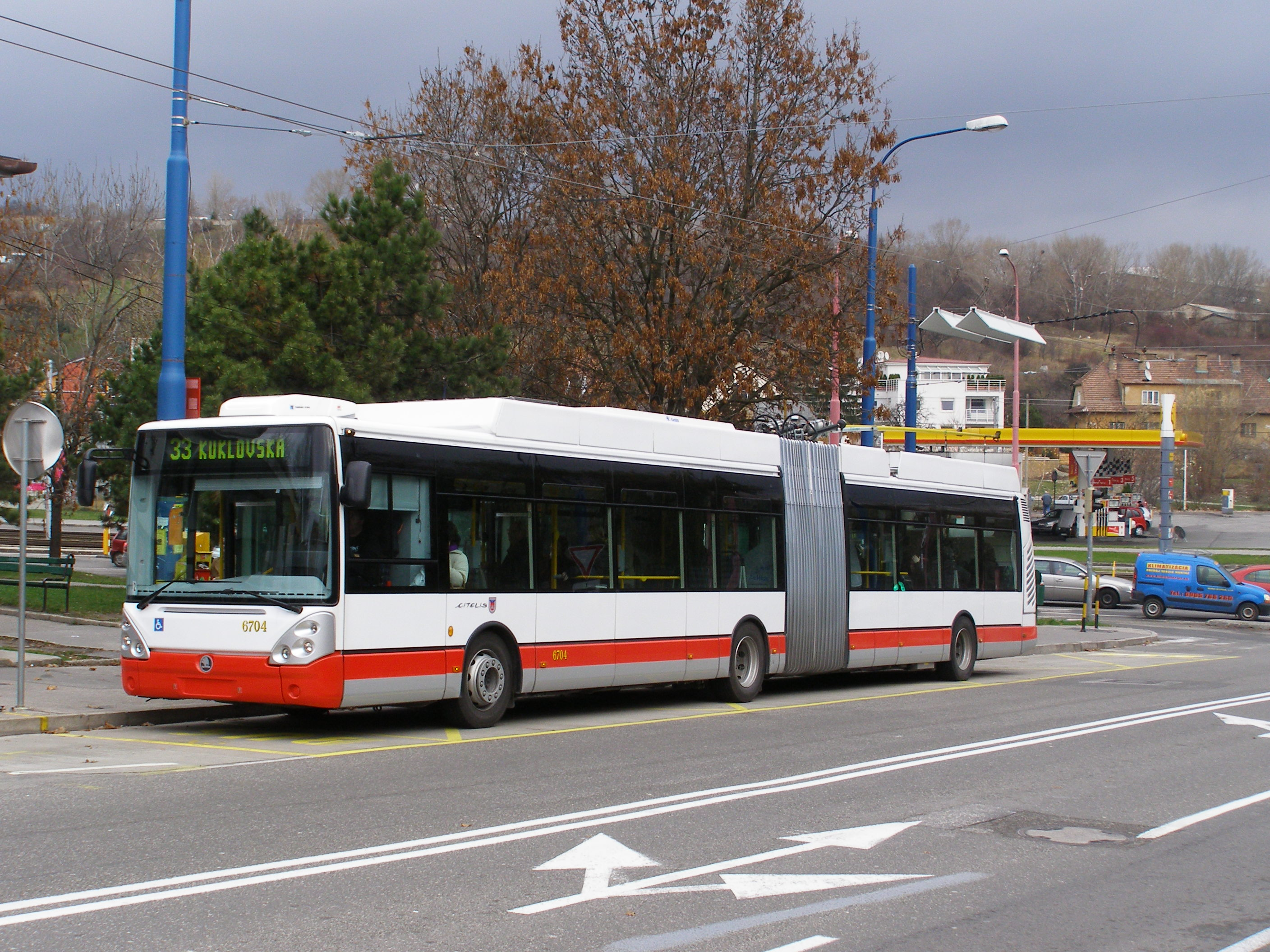
Bratislavský trolejbus Škoda 25Tr

Výroba trolejbusů 25Tr probíhala v letech 2005–2014.
| Současný stát | Město             | Článek | Karoserie  | Roky dodávek | Počet vozů | Evidenční čísla při dodání | Poznámky                    | Zdroj  |
| ------------- | ----------------- | ------ | ---------- | ------------ | ---------- | -------------------------- | --------------------------- | ------ |
| Česko         | Brno              | článek | Citelis 1B | 2007–2009    | 9          | 3609–3617                  |                             | [ 5 ]  |
| Česko         | České Budějovice  | článek | Citelis 1A | 2005–2007    | 13         | 58–70                      |                             | [ 6 ]  |
| Česko         | České Budějovice  | článek | Citelis 1B | 2008–2012    | 18         | 71–88                      |                             | [ 6 ]  |
| Česko         | Chomutov – Jirkov | článek | Citelis 1B | 2009         | 1          | 026                        |                             | [ 7 ]  |
| Česko         | Plzeň             | článek | Citelis 1B | 2009         | 5          | 520–524                    | všechny s dieselagregátem   | [ 8 ]  |
| Česko         | Teplice           | článek | Citelis 1B | 2008         | 2          | 212, 213                   |                             | [ 9 ]  |
| Česko         | Ústí nad Labem    | článek | Citelis 1A | 2006         | 6          | 604–609                    |                             | [ 10 ] |
| Česko         | Zlín – Otrokovice | článek | Citybus    | 2005         | 1          | 401                        | prototyp, s dieselagregátem | [ 11 ] |
| Česko         | Zlín – Otrokovice | článek | Citelis 1A | 2006–2007    | 5          | 402–406                    | všechny s dieselagregátem   | [ 11 ] |
| Česko         | Zlín – Otrokovice | článek | Citelis 1B | 2007–2014    | 7          | 407–413                    | všechny s dieselagregátem   | [ 11 ] |
| Slovensko     | Bratislava        | článek | Citelis 1A | 2006         | 6          | 6701–6706                  | všechny s dieselagregátem   | [ 12 ] |
| Slovensko     | Prešov            | článek | Citelis 1A | 2006–2007    | 3          | 704, 707, 708              |                             | [ 13 ] |
| Slovensko     | Prešov            | článek | Citelis 1B | 2008         | 2          | 709, 710                   |                             | [ 13 ] |